# Family Circle Cup 1974
Il Family Circle Cup 1974 è stato un torneo di tennis giocato sulla terra verde. È stata la 2ª edizione del Family Circle Cup, che fa parte del Women's International Grand Prix 1974. Si è giocato ad Hilton Head, negli Stati Uniti dal 29 aprile al 5 maggio 1974.

## Campionesse

### Singolare
Chris Evert ha battuto in finale  Kerry Melville Reid con il punteggio di 6–1, 6–3

### Doppio
Rosemary Casals /  Ol'ga Morozova hanno battuto in finale  Helen Gourlay Cawley /  Karen Krantzcke con il punteggio di 6–2, 6–1